# میریستامین اکسید
میریستامین اکسید (به انگلیسی: Myristamine oxide) یک ترکیب شیمیایی است. شکل ظاهری این ترکیب، مایع شفاف است.